# Theodor Nordmann
Theodor Nordmann (* 18. Dezember 1918 in Dorsten; † 19. Januar 1945 bei Insterburg) war ein „Sturzkampf“-Pilot der Reichsluftwaffe und Träger des Ritterkreuz des Eisernen Kreuzes mit Eichenlaub und Schwertern im Zweiten Weltkrieg.

## Frühe Karriere
Theodor Nordmann hatte sieben Geschwister. Er machte  am Gymnasium Petrinum in Dorsten das Abitur. Nach kurzer Zeit im Reichsarbeitsdienst trat er am 1. November 1937 in die Luftwaffe ein und besuchte die Luftkriegsschule in Berlin-Gatow. Im Range eines Leutnants wurde er an der Stukaschule zum Sturzkampfpiloten auf der Junkers Ju 87 ausgebildet. Dann wurde er zur 1. Staffel der Trägergruppe 186 (1.(St)/186 (T)) versetzt, der Staffel die auf dem Flugzeugträger Graf Zeppelin stationiert werden sollte.

## Zweiter Weltkrieg
Nordmann nahm als Angehöriger des Sturzkampfgeschwader 1 (StG 1) erfolgreich am Westfeldzug teil. Nach 60 Frontflügen wurden ihm hier das Eiserne Kreuz II. am 24. Mai 1940 und I. Klasse am 29. August 1940 verliehen. Im Juli 1940 wurde seine Staffel in 7. Staffel der III. Gruppe StG 1 umbenannt. Nach Einsätzen während der Luftschlacht um England wurde seine Staffel in den Mittelmeerraum verlegt. Hier versenkte er insgesamt 5.000 BRT Schiffstonnage und zerstörte durch Volltreffer Hafenanlagen und Flugplätze auf Malta.
Am 22. Juni 1941 erfolgte die Verlegung an die Ostfront, wo er am 17. September 1941 nach 200 Feindflügen und der Vernichtung von 21 Panzern und 14 Flakbatterien mit dem Ritterkreuz des Eisernen Kreuzes ausgezeichnet wurde. Am 1. Oktober 1941 wurde Nordmann zum Oberleutnant und Staffelkapitän der 8. Staffel III/StG 1 ernannt, am 22. August 1942 gelang ihm sein 600. Einsatz und am gleichen Tag die Vernichtung seines 60. Panzers, kurz darauf wurde er dann zur Luftwaffenerprobungsstelle Rechlin versetzt. Im Dezember 1942 erhielt er das Kommando über die III. Gruppe des StG 1 und wurde am 17. März 1943 für seinen 700. Feindflug mit dem Eichenlaub ausgezeichnet. Im Mai 1943 absolviert er eine Umschulung auf Focke-Wulf Fw 190 in Cognac und berichtet seinen Eltern von einer erholsamen Zeit. Er lernte Viviane Günther kennen und berichtete seiner Mutter, dass „die junge Frau aus sehr gutem Hause stamme“. General Kurt Herzog, Kommandeur des XXXVIII. Armeekorps, war ihr Onkel; er besuchte ihn Anfang 1944.
Gegen Ende 1943/Anfang 1944 kehrte er an die Ostfront zurück und schrieb, dass „der Einsatz noch härter geworden ist“. Im Februar 1944 berichtet er vorschriftswidrig von chaotischen Zuständen: „Verlegungen fast täglich, Einsätze bei schlechtestem Wetter und das alles mit behelfsmäßigen Mitteln erschöpften mich bis zum Äußersten!“ Die Zahl seiner Feindflüge waren trotz schlechten Wetters auf über 900 gestiegen. Im Juni 1944 urlaubte er mit seiner Verlobten Viviane in Paris. Auf dem Rückweg an die Ostfront wollte er unter anderem in Berlin den Propagandaminister Joseph Goebbels besuchen; wegen dessen Abwesenheit musste er zusagen, es beim nächsten Mal erneut zu versuchen. Zurück an der Front berichtete er seiner Familie, dass  die II. Gruppe von der Ju 87 auf die Fw 190 umgerüstet wurde, aber die Einsätze von 3 Uhr bis zum späten Abend „unter schwersten Kampfbedingungen“ mit der Ju 87 geflogen wurden. Er erwähnte „durchschlagende Erfolge“, aber auch „sehr harte Opfer“. So fiel sein „vertrauter und ältester Staffelkapitän Hptm. Riegel!“ in den Kämpfen. Seiner Mutter übermittelte er wegen der anstehenden Hochzeit unter anderem, dass „der Gebietsführer aus Münster“ ihm geschrieben habe, „dass ... der Oberbürgermeister von Bocholt mir sofort eine schöne Wohnung besorgen würde!“. Die Bezugsscheine für Küche und Schlafzimmer solle sie an den Gebietsführer Westfalen-Nord Walter Köcher in Münster schicken. So zahlte sich sein Prominentenstatus auch hinsichtlich Wohnung und Möbel aus. Im August 1944 sorgte er sich, ob seine  Braut Viviane von Paris her schon bei seinen Eltern in Dorsten angekommen sei. Zur Fw 190 schrieb er, dass die Maschine die Erwartungen weit übertroffen habe. Als Beute seiner Einheit in der jüngsten Zeit nannte er „über 40 Panzer, 700 vernichtete LKW und 10 Flugzeugabschüsse“, räumte aber auch die schwierige Nachschublage ein. Sein Optimismus blieb unerschüttert. er schrieb „.. wir werden es schon mit unermüdlichem Fleiß und rücksichtsloser Härte im Kampf und in der Arbeit schaffen“. Zum gescheiterten Attentat auf Hitler und den Männern um Oberst von Stauffenberg schrieb er: „Die Ereignisse des 20. Juli haben auf uns keinen Einfluss gehabt! Mit Wut und Erbitterung hat der Frontsoldat verständnislos diesen feigen und schuftigen Gesellen gegenübergestanden. Dem Führer bleibt auch nichts erspart!“.
Inzwischen zum Major befördert und Kommandeur der III. Gruppe im Schlachtgeschwader 3 (SG 3), absolvierte Nordmann seinen 1.140. Feindflug. Ihm wurde im September 1944 das Eichenlaub mit Schwertern zum Ritterkreuz verliehen. Er erhielt einen längeren Urlaub und heiratete am 23. Oktober 1944 in Insterburg seine Verlobte Viviane Günther. Am 15. Dezember 1944 wurde er Kommodore des SG 3. 

## Unfall und Tod
Am 19. Januar 1945 war Nordmann auf einem Feindflug, als er bei schlechtem Wetter mit seiner Fw 190 mit der Maschine seines Rottenfliegers in der Nähe von Szillen (Schillen), heute Schilino, nördlich von Insterburg in Ostpreußen kollidierte. Bei diesem Unfall starb Nordmann 26-jährig, ebenso sein Rottenflieger.
Mit fast 1.300 Feindflügen hat Nordmann die zweitmeisten Einsätze aller Sturzkampf- und Schlachtpiloten, übertroffen lediglich von Hans-Ulrich Rudel. Mit 80 vernichteten Panzern erreichte er zudem Platz 12 der erfolgreichsten deutschen Schlachtflieger des Zweiten Weltkrieges.

## Rezeption
Um seinen tödlichen Absturz rankt sich die Legende, er habe in auswegloser militärischer Lage den Freitod gewählt. Ein Selbstmord ist mehr als unwahrscheinlich, denn Nordmann war nicht der Typ, der dabei den Tod eines Kameraden in Kauf genommen hätte. Zudem war er verliebt und glücklich verheiratet. Auch deshalb wäre er nicht aus dem Leben geschieden. Seine Briefe nach Daheim zeigen, dass er bis zuletzt überzeugt war, auf der richtigen Seite zu stehen und dass er sich stark mit dem NS-Regime und dessen Ideologie identifizierte. Seine Texte lesen sich passagenweise wie reine NS-Propaganda. Auch seine unverhohlene Verachtung für die Männer des 20. Juli unterstreicht dies.

## Auszeichnungen
- Eisernes Kreuz (1939) II. Klasse am 24. Mai 1940
- Eisernes Kreuz (1939) I. Klasse am 29. August 1940
- Ehrenpokal für besondere Leistung im Luftkrieg am 12. April 1941
- Verwundetenabzeichen (1939) in Silber
- Ritterkreuz des Eisernen Kreuzes mit Eichenlaub und Schwertern[1]
  - Ritterkreuz am 17. September 1941
  - Eichenlaub am 16. März 1943 (214. Verleihung)
  - Schwerter am 4. Juli 1944 (98. Verleihung)
- Deutsches Kreuz in Gold am 20. Oktober 1942[1]
- Frontflugspange für Kampf- und Sturzkampfverbände in Gold mit Anhänger „Einsatzzahl 1.200“
- Ärmelband Kreta